# خوسيه توريس
خوسيه توريس (بالإنجليزية: Jose Torres؛ مواليد 2 أغسطس 1992) هو مُقاتل فنون قتالية مختلطة أمريكي.

## وصلات خارجية
- خوسيه توريس على موقع يو إف سي (الإنجليزية)
- خوسيه توريس على موقع شيردوغ (الإنجليزية)
- خوسيه توريس على موقع Tapology.com (الإنجليزية)